# Langzehenkiebitz
Der Langzehenkiebitz (Vanellus crassirostris) ist ein Watvogel in der Familie der Regenpfeifer (Charadriidae).
Er kommt in Subsahara-Afrika vor in Äthiopien, Angola, Botswana, Burundi, Demokratischer Republik Kongo, Kamerun, Kenia, Malawi, Mosambik, Namibia, Nigeria, Ruanda, Sambia, Simbabwe, Südafrika, Sudan, Tansania, Tschad und Uganda.
Der Lebensraum umfasst Seen, Flüsse, Sümpfe und Überflutungsflächen mit Wasser und ausgedehnter schwimmender Vegetation im Tiefland und bis 2200 m Höhe.

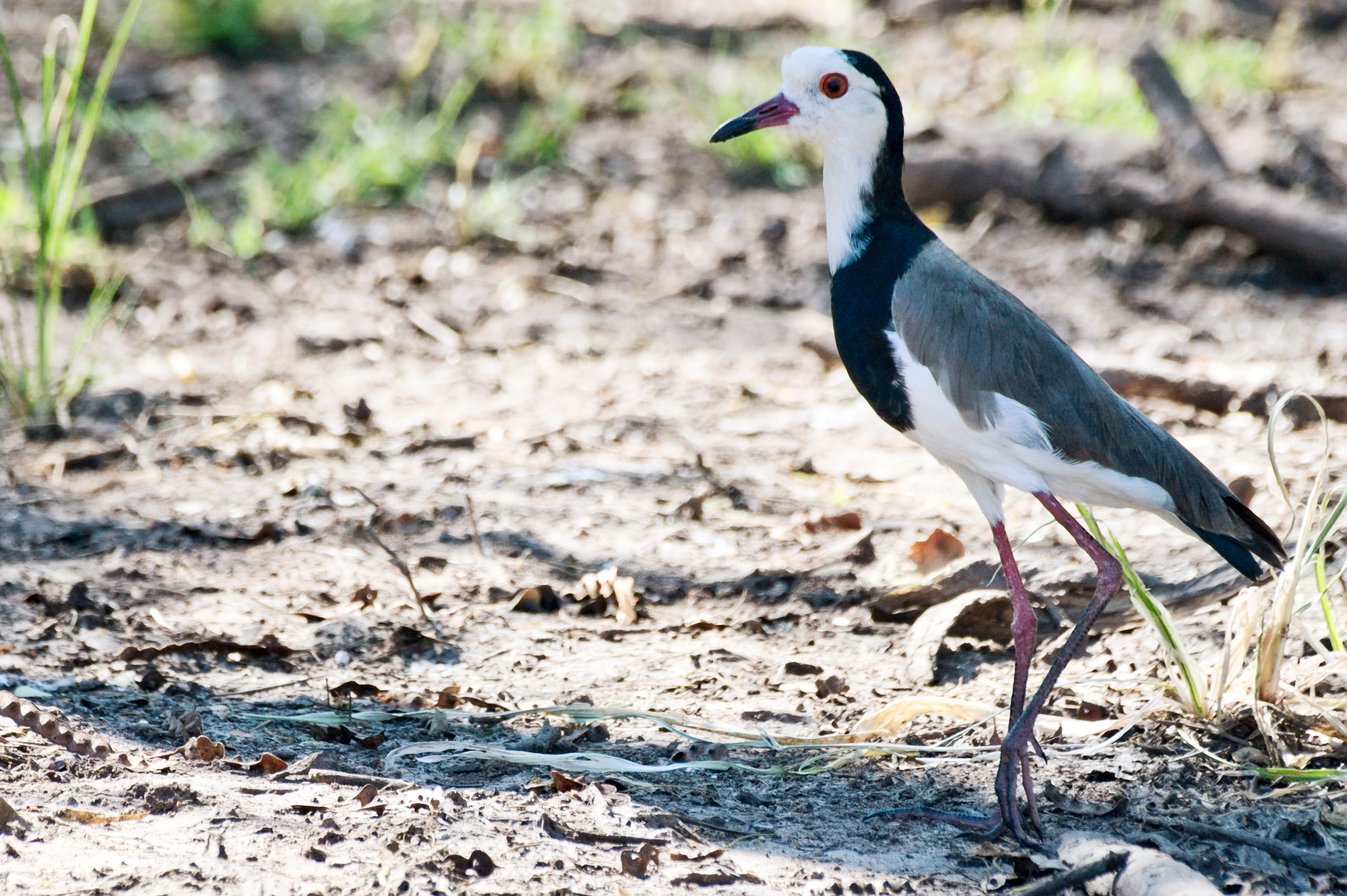
Langzehenkiebitz zeigt die Füße mit den langen Zehen

Der Artzusatz kommt von lateinisch crassus ‚dick, schwer‘ und lateinisch rostrum ‚Schnabel‘.

## Merkmale
Diese Art ist 29 bis 31 cm groß und wiegt zwischen 160 und 225 g. Neben der aufrechten Haltung ist das Weiß auf Gesicht, Stirn, Kehle, Hals und Scheitel charakteristisch. Abgegrenzt wird es vom breitem schwarzem Nacken, Hinterkopf und Brustband mit bläulichem Schimmer. Der Augenring ist rot, der Schnabel rosa mit schwarzer Spitze und rötlicher Basis, die langen Beine sind rot, die Zehen ungewöhnlich lang. Im Fluge sind die weißen Schultern von der übrigen schwarzen Flügeloberseite abgesetzt, so dass sich mit dem grau-braunen Rücken und den äußeren schwarzen Handfedern ein schwarz-weißer Eindruck ergibt, der etwas an den Weißscheitelkiebitz (Vanellus albiceps) erinnert. Die Geschlechter unterscheiden sich nicht. Jungvögel sind matter gefärbt, braun gefleckt auf Scheitel, Nacken und Brust.

## Geografische Variation
Es werden folgende Unterarten anerkannt:
- V. c. crassirostris (Hartlaub, 1855), Nominatform – Nigeria bis Südsudan bis Demokratische Republik Kongo und Nordtansania, durchgehend schwarze Flugfedern
- V. c. leucopterus Reichenow, 1890, – Süden der Demokratischen Republik Kongo bis Malawi, Botswana und Nordosten Südafrikas, nur die äußeren Handschwingen sind schwarz, etwas kürzere Flügel

## Stimme
Der Ruf wird als lautes, metallisches Klicken, langsam anfangend, schneller werdend, rasselnd "kik kik kik kikikikik" oder als hohes "pink-pink" beschrieben, hauptsächlich in der Brutzeit zu hören.

## Lebensweise
Die Nahrung besteht aus kleinen Insekten, Wirbellosen, kleine Schnecken, gelegentlich Pflanzensamen, die auf der schwimmenden Vegetation laufend erbeutet werden ähnlich wie Blatthühnchen. Die Art rührt mit einem Fuß im Wasser, tritt gern zusammen mit Sporngänsen (Plectropterus gambensis) auf, ist ansonsten eher einzeln unterwegs. Während der Trockenzeit kommen kleinere Gruppen vor.
Die Brutzeit liegt zwischen Dezember und März in Zentralafrika, im September im Sudan, im April in Äthiopien, zwischen Juni und September in Uganda, zwischen Juli und September in Sambia, kann aber das ganze Jahr über brüten. Der Vogel legt monogam und verteidigt sein eher kleines Revier aggressiv.
Das Nest wird gern auf schwimmender Vegetation gebaut oder bis zu 100 m vom Wasser entfernt. Das Gelege besteht aus 1 bis 4 gelbbraunen bis erdfarbenen oder oliv-grünen Eiern mit dunkelbraunen und schwarzen Flecken. Die Brutzeit beträgt 27 bis 30 Tage.

## Gefährdungssituation
Die Art gilt als nicht gefährdet (Least Concern).